# 大西英一
大西 英一（おおにし えいいち、1889年〈明治22年〉12月7日 - 1955年〈昭和30年〉12月16日）は、日本の土木技術者、実業家。工学博士。第4代日本発送電総裁や初代電力中央研究所理事長、第39代土木学会会長を務めた。

## 人物・経歴
福井県で鉄道官吏の子として生まれる。愛知県第一中学校（現愛知県立旭丘高等学校）を経て、1912年（明治45年/大正元年）名古屋高等工業学校（現名古屋工業大学）土木科卒業。鉄道院を経て、1914年神通川電力入社。中学・高工の先輩石川栄次郎の誘いを受け矢作水力に移り、1940年（昭和15年）取締役に昇格。
1942年日本発送電入社。1945年日本発送電理事。1947年日本発送電総裁。1948年「「超高圧隧道」と「我が国に於ける湖沼と発電水力」について」で東京大学工学博士。1951年電力技術研究所初代理事長、日本大学教授。1952年発電水力協会会長。1955年藍綬褒章受章。墓所は多磨霊園。